# Reichenau an der Rax
Reichenau an der Rax is een gemeente in de Oostenrijkse deelstaat Neder-Oostenrijk, gelegen in het district Neunkirchen (NK). De gemeente heeft ongeveer 2900 inwoners.

## Geografie
Reichenau an der Rax heeft een oppervlakte van 89,5 km². Het ligt in het oosten van het land, ten zuidwesten van de hoofdstad Wenen.

## Geboren
- Otto Habsburg-Lothringen (1912-2011), Oostenrijks kroonprins

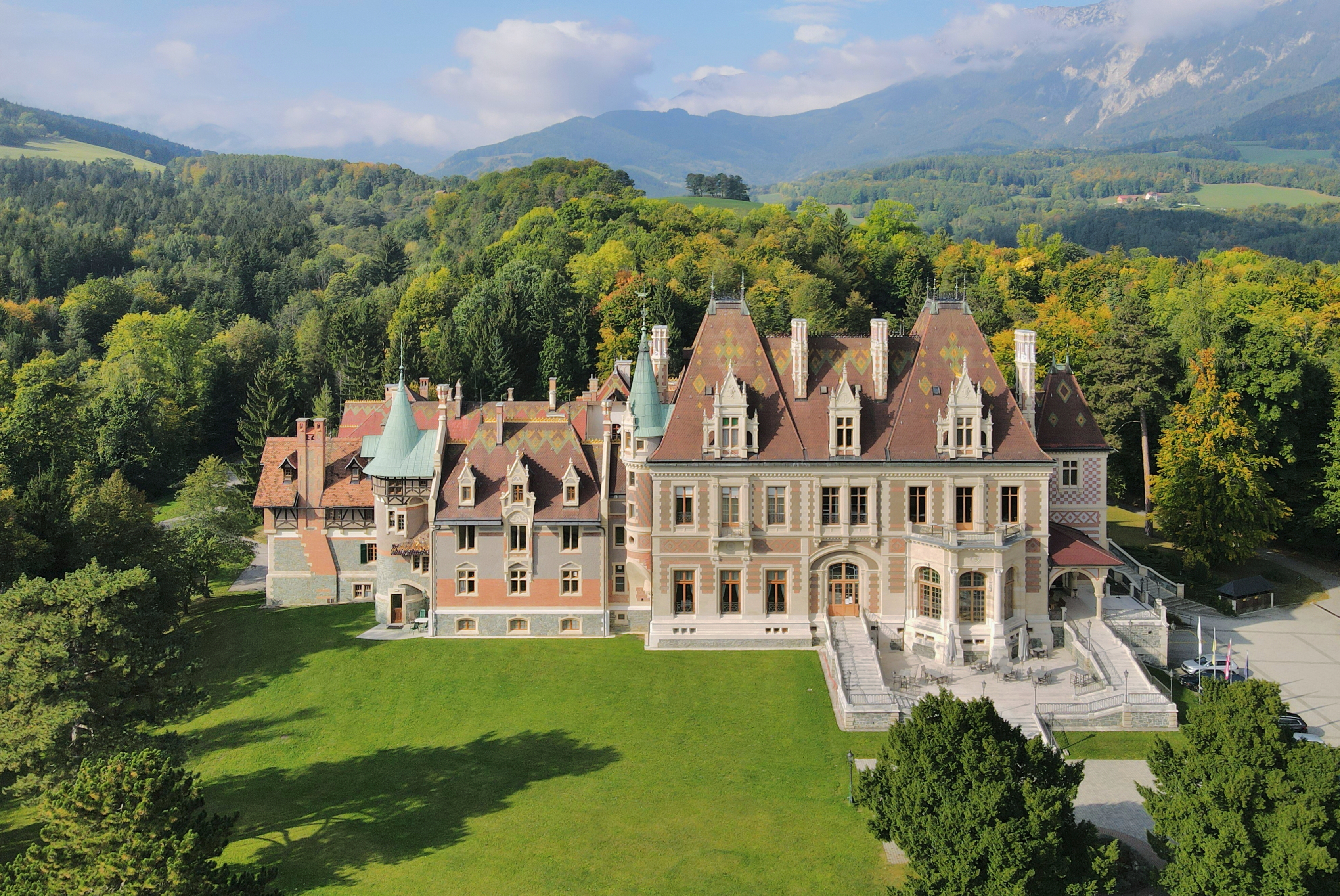
Kasteel Rothschild

Altendorf · Aspang-Markt · Aspangberg-Sankt Peter · Breitenau · Breitenstein · Buchbach · Bürg-Vöstenhof · Edlitz · Enzenreith · Feistritz am Wechsel · Gloggnitz · Grafenbach-Sankt Valentin · Grimmenstein · Grünbach am Schneeberg · Höflein an der Hohen Wand · Kirchberg am Wechsel · Mönichkirchen · Natschbach-Loipersbach · Neunkirchen · Otterthal · Payerbach · Pitten · Prigglitz · Puchberg am Schneeberg · Raach am Hochgebirge · Reichenau an der Rax · Scheiblingkirchen-Thernberg · Schottwien · Schrattenbach · Schwarzau am Steinfeld · Schwarzau im Gebirge · Seebenstein · Semmering · Sankt Corona am Wechsel · Sankt Egyden am Steinfeld · Ternitz · Thomasberg · Trattenbach · Warth · Wartmannstetten · Willendorf · Wimpassing im Schwarzatale · Würflach · Zöbern
- Gemeinsame Normdatei: 4206827-7
- Library of Congress Control Number: n86033696
- MusicBrainz: bef29a24-163a-4556-a9e7-a08bbf8fff72
- Nationale Bibliotheek van Israël: 987007557705105171
- Virtual International Authority File: 138457100
- WorldCat: E39PBJpJdtQ87mPvmW9tQqcpT3